# آنتون پوگاچنیک
آنتون پوگاچنیک (کرواتی: Antun Pogačnik; ۶ ژانویهٔ ۱۹۱۳ – ۱ مهٔ ۱۹۷۸) بازیکن فوتبال اهل یوگسلاوی بود.
از باشگاه‌هایی که در آن بازی کرده‌است می‌توان به باشگاه فوتبال گراجانسکی زاگرب و باشگاه فوتبال کنکوردیا اشاره کرد.
وی همچنین در تیم‌های ملی فوتبال یوگسلاوی و کرواسی بازی کرده‌است.